# Federación de Fútbol de la República Democrática del Congo
La Federación de Fútbol de la República Democrática del Congo (en francés: Fédération Congolaise de Football-Association; abreviado FECOFA) es el organismo rector del fútbol en la República Democrática del Congo, con sede en Kinshasa. Fue fundada en 1919 y desde 1964 es miembro de la FIFA y la CAF. Organiza el campeonato de Liga y de Copa, así como los partidos de la selección nacional en sus distintas categorías. En septiembre de 2021, la Inspección General de Finanzas afirma haber frustrado un intento de malversación de fondos públicos. Fécofa, la Asociación Congoleña de Fútbol, se vio obligada a devolver casi un millón de dólares estadounidenses adquiridos de forma fraudulenta. Esta suma se destinó inicialmente a la organización de un evento deportivo.